# San Giovanni Lipioni
San Giovanni Lipioni (San Giuann, in dialetto locale) è un comune italiano di 133 abitanti della provincia di Chieti in Abruzzo, facente parte dell'Unione dei Comuni del Sinello.

## Geografia fisica
San Giovanni Lipioni sorge su un poggio a nord del fiume Trigno. Il suo territorio si estende per 8,67 km², su un'area di media collina.

## Storia
Le origini del paese sono incerte per mancanza di documentazioni, tuttavia la presenza italica è attestata dal ritrovamento della testa di bronzo e di una statuetta in bronzo alta 14 cm.  E la tavola osca di Agnone attesta in loco la presenza di un tempio pagano ove più tardi fu riedificata una chiesa. Secondo alcune fonti corrisponderebbe a Terventum, municipio romano costruito su di un pagus. Successivamente fu denominato Sanctus Johannes a podio Bacco e poi come San Giovanni Lupino, nel XVII secolo cambio il nome nell'attuale.

## Monumenti e luoghi d'interesse
Borgo medievale
Probabilmente risale al XIII-XIV secolo. Il borgo si sviluppa su di un crinale con gli isolati posti a pettine lungo un asse mediano che si sviluppa in asse nord-sud in cui gli edifici principali sono la chiesa parrocchiale sita a nord ed il palazzo Lozzi-Grosso. La chiesa forse era collegata tramite un sottopassaggio (passante per la Porta da Capo) al palazzo baronale Marinelli, oggi non esistente più. Invece, nel palazzo Lozzi-Grosso (risalente al XVII-XVIII secolo) sopravvive un sottopassaggio (passante per la Porta da piedi). Le mura vengono ricordate nei toponimi, tra cui: orto della corte sotto le mura e via sotto le mura. Delle case-mura sono visibili quasi tutti i tratti composti da murature a scarpa ed archi di sostegno delle case servite da strade di servizio passanti per sotto-portici, attraverso gradinate, passaggi arcuati e sotterranei.
Chiesa di Santa Maria delle Grazie
È sita in largo della chiesa. Risale al XVI secolo. La facciata è a capanna divisa in due livelli da una cornice marcapiano, verticalmente divisa da paraste e lesene. L'esterno è stato intonacato ed arredato di frammenti lapidei del XIV secolo tra cui un capitello, un rosone ed un leone stiloforo. La porta è in pietra calcarea alternata a laterizio. L'interno è stato rinnovato tra la fine del XVIII secolo e l'inizio del XIX secolo è a navata unica. L'organo è stato portato via insieme agli arredamenti nel dopoguerra. La chiesa è stata costruita nel 1504. La chiesa sorge sulla sommità del paese, su un sito originariamente occupato da un tempio pagano, nominato nella Tavola Osca di Agnone.
Fontana Vecchia
È sita in Via Fontana. Del 1808 è il primo restauro poi ripreso nel 1821. Un secondo restauro risale al 1832. Invece, del 1844, è una ristrutturazione globale col recupero delle vene acquifere. La fontana è composta da pilastro, archi a tutto sesto, mascheroni e lastre a figure vegetali ed animali, forse provenienti da una fontana preesistente.
Palazzo Lozzi
XVI secolo. La cerchia urbana di San Giovanni ripete lo schema dell'insediamento di crinale “con sviluppo a pettine bifrontale con isolati disposti perpendicolarmente ad un asse mediano” con asse Nord-Sud. L'asse mediano corrisponde ancora oggi a due importanti edifici architettonici: la chiesa parrocchiale ed il Palazzo Lozzi.
Palazzo Rossi
Risale al XVII secolo, contraddistinto da un poderoso arco in pietra e da un portone con fregi d'epoca.
Cappella di Santa Liberata
È sita fuori dal centro abitato. Originariamente edificata tra il XII e il XIII secolo, con un caratteristico rosone a forma di croce, che spicca sulla facciata in pietra, con due bifore. La cappella è stata recentemente restaurata.

## Società

### Evoluzione demografica
Abitanti censiti

## Cultura

### Eventi
- 1º maggio: festa del Majo con processione di ghirlande di fiori.
- 20-21 agosto: festa di San Felice Martire e Sant'Antonio da Padova.

## Economia
La marcata tendenza verso il decremento della popolazione ha determinato l'assenza di significative forme di occupazione. È presente una cooperativa, operante nel settore dell'edilizia. Prevalgono le piccole imprese agricole, dedite alla produzione di olio, vino e frutta.

## Amministrazione
| Periodo        | Periodo        | Primo cittadino        | Partito                                       | Carica  | Note          |
| -------------- | -------------- | ---------------------- | --------------------------------------------- | ------- | ------------- |
| 23 aprile 1995 | 13 giugno 1999 | Franco Nazario Monaco  | Lista Civica di Centro-sinistra               | Sindaco | [ 12 ]        |
| 14 giugno 1999 | 7 giugno 2009  | Angelo Di Prospero     | Lista Civica                                  | Sindaco | [ 13 ] [ 14 ] |
| 8 giugno 2009  | 25 maggio 2014 | Catherine Aurore Rossi | Lista Civica Insieme per San Giovanni Lipioni | Sindaco | [ 15 ] [ 16 ] |
| 25 maggio 2019 | 9 giugno 2024  | Nicola Rossi           | Lista Civica Uniti Si Può                     | Sindaco |               |
| 9 giugno 2024  | in carica      | Nicola Rossi           | Lista Civica Uniti Si Può                     | Sindaco |               |

## Sport

### Calcio
Fino al 1997 è stata attiva l'Associazione Sportiva Sangiovannese presso il Campo Sportivo Comunale Umberto Turilli.
Fabio Grosso, tecnico del Sassuolo e campione del mondo di calcio con la nazionale italiana nel 2006, ha la sue origini nel paese.